# Idoxuridin
Idoxuridin (2′-Desoxy-5-iod-uridin) ist ein biochemisches Analogon des Nukleosids Uridin. Es besteht aus 5-Ioduracil und Desoxyribose.
Es wird als Virostatikum (z. B. Virunguent) gegen Herpes-simplex-Viren eingesetzt. Bei der Behandlung von Herpes corneae ist es gegenüber Brivudin, Vidarabin, Trifluridin oder Aciclovir signifikant unterlegen.
Idoxurin wirkt als Antagonist des Thymidins bei der DNA-Synthese der Viren.